# Avatar: Music from the Motion Picture
Avatar: Music from the Motion Picture är ett soundtrackalbum baserad på filmen Avatar från 2009. Musiken är komponerad av James Horner.

## Låtlista
1. "You Don't Dream in Cryo..." - 6:09
2. "Jake Enters His Avatar World" - 5:24
3. "Pure Spirits of the Forest" - 8:49
4. "The Bioluminescence of the Night" - 3:37
5. "Becoming One of "The People"/Becoming One with Neytiri" - 7:43
6. "Climbing Up "Iknimaya - The Path to Heaven"" - 3:18
7. "Jake's First Flight" - 4:49
8. "Scorched Earth" - 3:32
9. "Quaritch" - 5:01
10. "The Destruction of Hometree" - 6:47
11. "Shutting Down Grace's Lab" - 2:47
12. "Gathering All the Na'vi Clans for Battle" - 5:14
13. "War" - 11:21
14. "I See You (Theme from Avatar)" (framförd av Leona Lewis) - 4:20
15. "Into the Na'vi World" (Bonus)

## Övrigt
Låten I See You är framförd av Leona Lewis och blev nominerad till en Golden Globe för Best Original Song.